# Collaria (amibozoaire)
Genre
Taxons de rang inférieur
Collaria biasperospora (Kowalski) Dhillon & Nann.-Bremek. ex Ing 1982

Collaria chionophila Lado 1992

Collaria elegans (Racib.) Dhillon & Nann.-Bremek. 1977

Collaria lurida (Lister) Nann.-Bremek. 1967

Collaria nigricapillitia (Nann.-Bremek. & Bozonnet) Lado 2001

Collaria retispora Dhillon & Nann.-Bremek. 1977

Collaria est un genre d'amibozoaires de la famille des Stemonitidae.